# Iablunîțea, Verhovîna
Iablunîțea (în ucraineană Яблуниця) este localitatea de reședință a comunei Iablunîțea din raionul Verhovîna, regiunea Ivano-Frankivsk, Ucraina.

## Demografie
Componența lingvistică a localității Iablunîțea
     Ucraineană (99,65%)
     Alte limbi (0,35%)
Conform recensământului din 2001, majoritatea populației localității Iablunîțea era vorbitoare de ucraineană (99,65%), existând în minoritate și vorbitori de alte limbi.